# Крёстный отец (фильм)
«Крёстный оте́ц» (англ. The Godfather) — американский криминальный драматический фильм 1972 года режиссёра Фрэнсиса Форда Копполы, который был соавтором сценария с Марио Пьюзо, основанный на одноимённом романе Пьюзо. В главных ролях Марлон Брандо, Аль Пачино, Джеймс Каан, Ричард Кастеллано, Роберт Дюваль, Стерлинг Хэйден, Джон Марли, Ричард Конте и Дайан Китон. Это первый фильм одноимённой трилогии, в которой рассказывается о семье Корлеоне при патриархе Вито Корлеоне с 1945 по 1955 год. Он фокусируется на превращении его младшего сына, Майкла Корлеоне, отдалившегося от дел семьи, в безжалостного мафиозного босса.
Paramount Pictures получила права на роман за 80 000 долларов, прежде чем он приобрёл популярность. У руководителей студии были проблемы с поиском режиссёра; первые несколько кандидатов отказались от должности до того, как Коппола подписал контракт на режиссуру фильма, но последовали разногласия по поводу кастинга нескольких персонажей, в частности, Вито и Майкла. Съёмки проходили в основном в Нью-Йорке и на Сицилии и были завершены досрочно. Музыка была написана в основном Нино Ротой, дополнительная — Кармайном Копполой.
Премьера фильма состоялась 14 марта 1972 года в Государственном театре Лоу и 24 марта в США. Это был самый кассовый фильм 1972 года и на некоторое время стал самым кассовым фильмом всех времён, заработав от 250 до 291 миллиона долларов. Лента получила всеобщее признание критиков и зрителей, которые хвалили актёров, особенно Брандо и Пачино, режиссуру, сценарий, съёмку, монтаж, музыку, а также изображение мафии. Фильм выступил катализатором успешной карьеры Копполы, Пачино и других относительных новичков в актёрском составе и съёмочной группе. «Крёстный отец» также оживил карьеру Брандо, клонившейся к упадку в 1960-х годах, и актёр продолжил сниматься в таких фильмах, как «Последнее танго в Париже», «Супермен» и «Апокалипсис сегодня». На 45-й церемонии вручения премии «Оскар» лента получила награду за лучший фильм, лучшую мужскую роль (Брандо) и лучший адаптированный сценарий (Пьюзо и Коппола), а также семь других номинаций, включая лучшую мужскую роль второго плана и лучшую режиссуру.
«Крёстный отец» считается одним из величайших и самых влиятельных фильмов, когда-либо снятых, а также вехой гангстерского жанра. В 1990 году он был выбран для сохранения в Национальном реестре фильмов и занимает второе место в списке величайших фильмов в американском кино (после «Гражданина Кейна») по версии Американского института киноискусства. Позднее вышли продолжения: «Крестный отец 2» (1974) и «Крестный отец 3» (1990).

## Сюжет

Семья Корлеоне: Майкл, дон Вито, Сонни, Фредо

1945 год, Нью-Йорк. Гости веселятся на свадьбе Конни Корлеоне и Карло Рицци. Младший сын Майкл, капитан морской пехоты в отставке, герой недавно закончившейся войны, рассказывает своей подруге Кей Адамс о гостях на свадьбе.
Тем временем отец семейства дон Вито Корлеоне по старой сицилийской традиции (ибо «в день свадьбы своей дочери сицилиец не откажет в просьбе») выслушивает просьбы гостей. Первый проситель гробовщик Америго Бонасера, до этого старавшийся жить по-американски и сторонившийся мафии, просит отмщения за поруганную честь своей дочери. Дон Вито упрекает его за это, но, приняв предложение дружбы, распоряжается удовлетворить просьбу Бонасеры в обмен на услугу, которая может понадобиться в будущем. Пекарь Назорине просит помочь сицилийцу Энцо, военнопленному, работнику его пекарни, остаться в США, так как его полюбила дочь пекаря. Корлеоне соглашается, распорядившись своим подручным заняться этим делом через знакомого конгрессмена.
На свадьбу приезжает популярный певец и крестник дона Вито Джонни Фонтейн. Майкл рассказывает Кей, что Джонни в прошлом заключил невыгодный контракт на исполнение песен с дирижёром оркестра, но дон Вито сделал строптивому дирижёру «предложение, от которого тот не смог отказаться». Исполнив песню, Фонтейн поднимается в кабинет Вито и просит о помощи. Из-за проблем с голосом его карьера близится к закату, и он желает получить роль в кинофильме, словно написанную под него. Он уверен, что эта роль позволит ему вновь обрести популярность, но глава студии Джек Вольц категорически отказывается. Дон Вито приказывает своему приёмному сыну, ставшему консильери Тому Хейгену отправиться в Лос-Анджелес к Вольцу. Последним к дону Вито заходит боевик Лука Брази. Лука, тронутый приглашением на свадьбу, произносит поздравление, которое он до этого повторял на глазах Майкла и Кей.
Том Хейген вылетает в Лос-Анджелес к Вольцу. Вольц сначала выгоняет Хейгена, но узнав, кого он представляет, приглашает его на свою фешенебельную виллу. Он показывает ему свою конюшню и жеребца Хартума, купленного за баснословную сумму. Вольц рассказывает, что Фонтейн увёл у него любовницу, актрису, в которую Вольц вложил большие деньги и тем самым выставил Вольца на посмешище. Хейген тотчас откланивается и уезжает. Наутро Вольц обнаруживает в постели отрубленную голову Хартума. Перепуганный Вольц соглашается дать главную роль Фонтейну.
Незадолго до Рождества дон Вито встречается с мафиози Соллоццо. Тот при поддержке семьи Татталья собирается сбывать наркотики США и просит миллион долларов взаймы и прикрытия для своих людей в случае суда над ними. Он обещает семье Корлеоне хороший процент с прибыли. Консильери и старший сын дона Сонни готовы принять предложение Солоццо, но дон Вито отказывает. Вито посылает к Татталья Луку Брази, чтобы тот под видом ренегата узнал о планах Соллоццо. Однако противник разгадывает планы Корлеоне, и Брази погибает на встрече с Соллоццо и Бруно Татталья. Люди Соллоццо устраивают покушение на дона Вито. Солоццо передаёт через захваченного его людьми Тома Хейгена предложение пойти на сделку. Тяжелораненый дон Вито оказывается в больнице, а семью возглавляет Сонни. Соллоццо передаёт весть о гибели Брази. Майкл отправляется в больницу навестить отца и с ужасом обнаруживает, что полиция сняла охрану с больницы. Безоружные Майкл и пришедший навестить дона Вито зять пекаря Назорине Энцо изображают охранников дона перед подъехавшими боевиками Соллоццо. К больнице прибывает полиция, разгневанный капитан Маккласки приказывает Майклу убираться. Майкл обвиняет капитана, что тот продался Соллоццо, на что Маккласки мощным ударом разбивает ему лицо. К больнице прибывает Том Хаген с отрядом «частных детективов» и устанавливает охрану дона Вито.
На следующее утро люди Сонни убивают Бруно Татталья, вспыхивает война между семьями. Соллоццо, позиции которого после неудавшегося покушения сильно пошатнулись, предлагает встречу с Майклом, чтобы договориться о перемирии. Майкл понимает, что Соллоццо слишком опасен, он неминуемо убьёт отца, прикованного к больничной койке. Клан Корлеоне соглашается на встречу, приготовив для Майкла оружие в туалете ресторана. В ресторане Майкл из припрятанного пистолета пристреливает Соллоццо и Маккласки и уезжает на Сицилию.
Поправившийся дон Вито возвращается в свою усадьбу. Майкл вступает в брак с девушкой Аполлонией. Карло Рицци избивает свою жену, разъярённый Сонни мчится к их дому, но погибает, попав в засаду у поста сборщика платы. Подкупленный охранник Фабрицио подкладывает бомбу в машину Майкла, но вместо него погибает Аполлония. Дон Вито устраивает встречу с главами семей, предлагая мир. Ему приходится согласиться с требованием дона Барзини прикрывать наркобизнес. Дон Филипп Татталья опасается за своё будущее, но Корлеоне уверяет его, что оставит вендетту, Татталья и Корлеоне примиряются. Дон Вито понимает, что Барзини с самого начала стоял за Татталья и Соллоццо.
Спустя год Майкл возвращается в Америку, женится на Кей и возглавляет семью. Дон Вито частично отходит от дел и становится консильери Майкла. Семья Корлеоне готовится перебраться в Неваду, расширяя там игорный бизнес. Фредо Корлеоне отбывает в Лас-Вегас, чтобы прощупать почву. Майкл предлагает местному воротиле Мо Грину уступить долю в его бизнесе, но тот упирается, чувствуя за собой поддержку клана Барзини.
Дон Вито скоропостижно умирает. Перед смертью он оставляет Майклу последнее напутствие: Барзини не остановится, пока не уничтожит семью Корлеоне, и постарается выманить Майкла на переговоры, где Майкла убьют. Тот, кто передаст предложение о встрече, предупреждает Вито, будет предателем.
На похоронах дона Корлеоне собравшиеся мафиозные боссы тепло приветствуют дона Барзини. Тессио, один из капореджиме Корлеоне, передаёт предложение от Барзини о встрече, Майкл соглашается. Встреча назначена на тот же день, что и крещение ребёнка Конни. Пока Майкл стоит у алтаря в качестве крёстного отца ребёнка, люди Корлеоне убивают донов Татталья, Барзини, Страччи, Кунео и Мо Грина. Тессио готов отвезти Майкла на встречу с Барзини, но его окружают боевики Корлеоне, Тессио понимает, что проиграл. Майкл выбивает из Карло признание, что тот исполнял замысел Барзини, заманив в ловушку Сонни. Майкл заверяет Карло, что тому нечего опасаться, но на выезде из поместья Карло убивают. Приехавшая безутешная Конни бросает в лицо Майклу обвинения в убийствах. Майкл даёт Кей слово, что невиновен в этом. Кей испытывает облегчение, но видит, как прибывшие капореджиме отдают дань уважения Майклу Корлеоне как новому дону, и понимает, что Майкл её обманул.

## В ролях
| Актёр                | Роль |
| -------------------- | --- |
| Марлон Брандо        | Дон Вито Корлеоне — глава мафиозного клана Корлеоне, известный всем как «Крёстный отец». Отец Сонни, Фредо, Майкла и Конни; приёмный отец Тома Хейгена. Муж Кармеллы Корлеоне.                                                                               |
| Моргана Кинг         | Кармела Корлеоне – жена дона Вито. Мать Сонни, Фредо, Майкла и Конни, а также приёмная мать Тома Хейгена. |
| Аль Пачино           | Майкл Корлеоне — младший сын в семье Корлеоне. Его метаморфоза из скромного молодого человека в безжалостного и хладнокровного босса мафии — ключевая сюжетная линия фильма.                                                                                 |
| Джеймс Каан          | Сантино «Сонни» Корлеоне — старший сын дона Вито. Считается преемником Вито. Горяч, импульсивен и скор на расправу. |
| Роберт Дюваль        | Томас «Том» Хейген — приёмный сын дона Вито, друг детства Сонни Корлеоне. Адвокат. Исполняющий обязанности консильери. |
| Джон Казале          | Фредерико «Фредо» Корлеоне — средний сын дона Вито. Из всех братьев кажется самой невзрачной и слабой в характерном плане фигурой. Не может даже защитить отца во время покушения: когда в Вито стреляют, Фредо роняет пистолет, а потом рыдает от бессилия. |
| Талия Шайр           | Констанция «Конни» Корлеоне-Рицци — единственная дочь дона Вито. Замужем за Карло Рицци. |
| Дайан Китон          | Кэтрин «Кей» Адамс-Корлеоне — подруга Майкла, а впоследствии вторая жена и мать его детей. |
| Ричард Кастеллано    | Питер Клеменца — капореджиме клана Корлеоне. |
| Эйб Вигода           | Сальваторе Тессио — капореджиме клана Корлеоне. |
| Аль Леттьери         | Вирджил «Турок» Соллоццо — Мафиози, занимающийся наркоторговлей. Связан с семейством Татталья. |
| Джанни Руссо         | Карло Рицци — муж Конни. Становится партнёром семейства Корлеоне и впоследствии предаёт Сонни. |
| Стерлинг Хэйден      | капитан Марк Маккласки — Коррумпированный капитан полиции Нью-Йорка, сотрудничающий с Солоццо. |
| Ленни Монтана        | Лука Брази — подручный дона Корлеоне. |
| Ричард Конте         | Дон Эмилио Барзини — глава семейства Барзини. |
| Эл Мартино           | Джонни Фонтейн — знаменитый певец. Крестник дона Вито. |
| Джон Марли           | Джек Вольц — глава киностудии в Голливуде. |
| Алекс Рокко          | Мо Грин — давний партнёр семьи Корлеоне. Имеет сеть гостиниц и казино в Лас-Вегасе. |
| Коррадо Гайпа        | Дон Томмазино — старый друг Вито Корлеоне, укрывший Майкла во время его пребывания на Сицилии. |
| Виктор Рендина       | Дон Филипп Татталья — глава семейства Татталья. |
| Симонетта Стефанелли | Аполлония Вителли-Корлеоне — первая жена Майкла, с которой он познакомился на Сицилии. |
| Том Роски            | Рокко Лампоне — боевик под началом Клеменцы, занявший в семействе место убитого предателя Полли Гато. Будущий капореджиме семейства Корлеоне. |
| Джо Спинелл          | Уилли Чиччи — боевик семейства Корлеоне. |
| Ричард Брайт         | Альберт «Аль» Нери — телохранитель Майкла. Позже становится капореджиме семьи Корлеоне. |
| Тони Джорджо         | Бруно Татталья — сын Филиппа Таттальи |
| Анджело Инфанти      | Фабрицио — охранник Майкла на Сицилии. Подложил бомбу в машину Майкла. |
| Франко Читти         | Кало — охранник Майкла на Сицилии. |

## Отличия от романа
Одним из основных отличий романа от фильма является ретроспектива ранней жизни Дона Корлеоне, включающая в себя обстоятельства его эмиграции в Америку, описание жизни его семьи, убийство Дона Фануччи, развитие карьеры в мире мафии. Всё это было использовано позже в продолжении к первой части «Крёстный отец 2».
Также при экранизации было вырезано много эпизодов из жизни других героев. Например, в фильме не были показаны неудачи Джонни Фонтейна с женщинами и только упомянуты проблемы с голосом; история любовной связи Сантино и Люси Манчини, а также его уличные хулиганства, совершаемые в подростковом возрасте; полностью отсутствует линия доктора Джулиуса Сегала, который следил за восстановлением лицевых костей Майкла, повреждённых ударом МакКласки; наличие склонности к педофилии у Джека Вольца.
Фильм начинается сценой, где гробовщик Америго Бонасера ищет справедливости у Дона. За помощью далее приходит пекарь Назорин, затем Лука Брази и Джонни Фонтейн. В книге же порядок следующий: пекарь, Лука, гробовщик, Фонтейн.
В фильме продюсер Джек Вольц показан как влиятельный и богатый представитель шоу-бизнеса. В книге также упоминается о возможных широких связях этого человека в правительстве — он является советником президента США по вопросам кино, а также утверждает о своей дружбе с директором ФБР, что, вероятно, является лишь хвастовством.
Согласно книге, Майкл объясняет свою решимость Сонни словами: «Они сделали это личным, стреляя на улице. Насилие — это не бизнес, это личное», но в кинофильме он отвечает девизом отца: «Ничего личного. Это только бизнес».
В сцене возле больницы, когда к схваченному Майклу подоспевают верные семье люди, в фильме Том Хейген забирает сына дона и объясняет капитану полиции, что теперь за Вито Корлеоне будут присматривать частные детективы. В книге же на помощь Майклу подоспел адвокат Клеменцы, а Тома он видит лишь спустя время, очнувшись в больнице.
В романе Кей узнаёт о возвращении Майкла с Сицилии случайно, позвонив его матери, и сама приезжает в Лонг-Бич, где встречается с Майком. В кинофильме Майкл находит Кей сам.
В фильме были значительно уменьшены характерные линии некоторых героев. До минимума были сведены роли: Джонни Фонтейна, Люси Манчини, Рокко Лампоне и Альберта Нери (последние два не произносят в фильме ни слова). Полностью удалены из фильма бывший консильери Дженко Абанданно (снят эпизод, не вошедший в фильм), доктор Джулиус Сегал, Нино Валенти и доктор Тацци из Сицилии. Также в книге Майкл и Кей имеют двух сыновей, но в фильме у них сын и дочь.
По книге, Фабрицио (один из телохранителей Майкла в Сицилии) убит наряду с другими во время сцены крещения.
Окончание книги отличается от конца кинофильма: фильм заканчивается на 31 главе, когда Кей сама понимает, что Майкл стал подобен своей семье, а книга заканчивается 32 главой, в которой Хейген рассказывает обо всех делах её мужа.
Во время «сцены крещения» в фильме все главы четырёх семейств были убиты. В романе были убиты только Барзини и Татталья, а также приближённые к ним.
Марио Пьюзо сам писал сценарий для всей кинотрилогии, поэтому был в курсе всех расхождений. Между тем существует раритетный телевизионный сериал «Крёстный отец: Сага», выпущенный в 1977 году. Сериал перемонтирован в «правильном» хронологическом порядке, относительно истории семьи Корлеоне (ретроспектива с Де Ниро показана в начале, далее события первой части и так далее), с добавлением удалённых из полнометражных фильмов эпизодов: эпизод с намёком на педофилию Джека Вольца, убийство Фабрицио путём взрыва его автомобиля (происходит одновременно с событиями «Крёстный отец 2») и прочие. Всего добавленные сцены составляют около 60 минут экранного времени. Позже «Сага» была дополнена материалом третьей части и выпущена на видео под названием «Крёстный отец. Трилогия. 1901—1980».

## Производство

### Разработка
Фильм основан на романе Марио Пьюзо «Крёстный отец», который оставался в списке бестселлеров журнала «The New York Times» в течение 67 недель и был продан тиражом более девяти миллионов копий за два года. Выпущенный в 1969 году, он стал самой продаваемой опубликованной работой в истории за несколько лет. Paramount Pictures первоначально узнала о романе Пьюзо в 1967 году, когда литературный разведчик компании связался с тогдашним вице-президентом Paramount по производству Питером Бартом по поводу незаконченной шестидесятистраничной рукописи Пьюзо. Барт считал, что работа «выходит за рамки истории мафии», и предложил Пьюзо вариант за 12 500 долларов за эту работу с вариантом в 80 000 долларов, если готовая работа будет превращена в фильм. Несмотря на то, что агент Пьюзо попросил его отклонить предложение, Пьюзо отчаянно нуждался в деньгах и заключил сделку. Роберт Эванс из Paramount рассказывает, что, когда они встретились в начале 1968 года, он предложил Пьюзо сделку на 12 500 долларов за 60-страничную рукопись под названием «Mafia» после того, как автор признался ему, что ему срочно нужны 10 000 долларов для погашения долгов по азартным играм.
В марте 1967 года Paramount объявила, что они поддержали предстоящую работу Пьюзо в надежде снять фильм. В 1969 году Paramount подтвердила свои намерения сделать фильм из романа по цене 80 000 долларов, с целью выхода фильма на Рождество в 1971 году. 23 Марта 1970 года Альберт С. Радди был официально объявлен продюсером фильма, отчасти потому, что руководители студии были впечатлены его интервью и потому, что он был известен тем, что приносил свои фильмы в бюджет.

### Поиск режиссёра

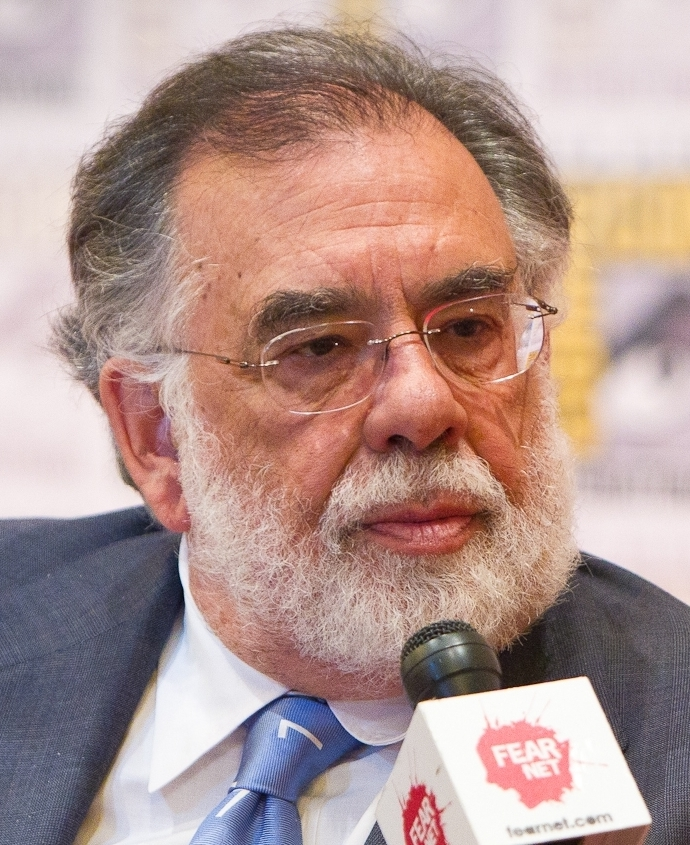
Коппола, Френсис Форд (На фото в 2011 году) был выбран режиссёром. Paramount хотела, чтобы фильм был снят итальянским американцем, чтобы сделать фильм «этническим до глубины души».

Эванс хотел, чтобы фильм был снят итало-американцем, чтобы сделать фильм «этническим до глубины души». Последний мафиозный фильм Paramount «Братство» очень плохо прошёлся в прокате; Эванс считал, что причиной его неудачи было почти полное отсутствие актёров или творческих кадров итальянского происхождения (режиссёр Мартин Ритт и актёр Кирк Дуглас не были итальянцами). Серджо Леоне был первым выбором Paramount для съёмки фильма. Леоне отказался от этой возможности, чтобы работать над собственным гангстерским фильмом «Однажды в Америке». Затем обращались к Петру Богдановичу, но он также отклонил предложение, потому что не интересовался мафией. Также обращались к Питеру Йейтсу, Ричарду Бруксу, Артуру Пенну, Коста-Гаврасу и Отто Премингеру, но все они отказались. Главный помощник Эванса Питер Барт предложил Фрэнсиса Форда Копполу в качестве режиссёра итальянского происхождения, который будет работать за низкую сумму и бюджет после плохих результатов его последнего фильма «Люди дождя». Коппола изначально отказался от работы, потому что нашёл роман Пьюзо неряшливым и сенсационным, описывая его как «довольно дешёвый материал». В то время студия Копполы, American Zoetrope, имела долги более 400 000 долларов Warner Bros. за перерасход бюджета с фильмом «THX 1138», и в сочетании со своим плохим финансовым положением, наряду с советами друзей и семьи, Коппола передумал и взялся за работу. Коппола был официально объявлен режиссёром фильма 28 сентября 1970 года. Коппола согласился получить 125 000 долларов и шесть процентов от валовой арендной платы. Коппола позже нашёл более глубокую тему для материала и решил, что фильм должен быть не об организованной преступности, а о семейной хронике, метафоре капитализма в Америке.

#### Коппола и Paramount
До начал производства Paramount переживала неудачный период. В дополнение к провалу «Братства» другие недавние фильмы, которые были спродюсированы или совместно спродюсированы Paramount, значительно превысили свои бюджеты: «Дарлинг Лили», «Золото Калифорнии» и «Ватерлоо». Бюджет фильма первоначально составлял 2,5 миллиона долларов, но по мере роста популярности книги Коппола выступал за (и в конечном итоге получил) больший бюджет. Руководители Paramount хотели, чтобы действие фильма разворачивалось в современном Канзас-Сити и съёмки проходили в студии, чтобы сократить расходы. Коппола возражал и хотел установить фильм в тот же период времени, что и роман, 1940-е и 1950-е годы; доводы Копполы: пребывание в Корпусе морской пехоты Майкла Корлеоне, появление корпоративной Америки и Америки в годы после Второй Мировой войны. Роман становился все более успешным, и поэтому пожелания Копполы в конечном итоге были согласованы. Руководители студии впоследствии позволили Копполе снять фильм в Нью-Йорке и Сицилии.
Исполнительный директор Gulf+Western Чарльз Блудорн был разочарован Копполой из-за количества экранных тестов, которые он провёл, не найдя человека, который играл бы различные роли. Производство быстро отставало из-за нерешительности Копполы и конфликтов с Paramount, это привело к тому, что расходы составили около 40 000 долларов в день. С ростом расходов Paramount заставила тогдашнего вице-президента Джека Балларда внимательно следить за производственными расходами. Во время съёмок Коппола заявил, что чувствует, что его могут уволить в любой момент, так как он знал, что руководители Paramount недовольны многими решениями, которые он принял. Коппола знал, что Эванс попросил Элию Казана взять на себя режиссуру фильма, потому что боялся, что Коппола слишком неопытен, чтобы справиться с возросшим размером производства. Коппола также был убеждён, что режиссёр Арам Авакян и помощник режиссёра Стив Кестнер сговариваются, чтобы уволить его. Авакян пожаловался Эвансу, что он не может правильно монтировать сцены, потому что Коппола не снимал достаточно кадров. Эванс был доволен кадрами, отправленными на Западное побережье, и уговорил Копполу уволить их обоих. Позже Коппола объяснил: «Как и крёстный отец, я уволил людей в качестве упреждающего удара. Людей, которые больше всего рыли, чтобы меня уволили, я уволил». Брандо пригрозил уйти, если Коппола будет уволен.
Paramount хотела, чтобы «Крёстный отец» обратился к широкой аудитории, и угрожал Копполе «тренером по насилию», чтобы сделать фильм более захватывающим. Коппола добавил ещё несколько жестоких сцен, чтобы сделать студию счастливой. По этой причине была добавлена сцена, в которой Конни разбивает посуду после того, как узнала, что Карло обманывает.

### Сценарий
14 апреля 1970 года стало известно, что Пьюзо был нанят Paramount за 100 000 долларов вместе с процентом от прибыли фильма для работы над сценарием. Работая над книгой, Коппола хотел, чтобы темы культуры, характера, власти и семьи были на переднем плане, в то время как Пьюзо хотел сохранить аспекты своего романа, а его первоначальный черновик из 150 страниц был закончен 10 августа 1970 года. После того, как Коппола был назначен режиссёром, он и Пьюзо работали над сценарием по отдельности. Пьюзо работал над своей частью в Лос-Анджелесе, в то время как Коппола писал свою часть в Сан-Франциско. Коппола создал книгу, в которой он вставил страницы из книги Пьюзо. Там он сделал заметки о каждой из пятидесяти сцен книги, которые касались основных тем, распространённых в сцене, следует ли включать сцену в фильм, а также идей и концепций, которые могут быть использованы при съёмках, чтобы сделать фильм верным итальянской культуре. Они оставались на связи, пока писали свои соответствующие сценарии и принимали решения о том, что включить и что удалить для окончательной версии. Второй проект был завершен 1 марта 1971 года и состоял из 173 страниц. Окончательный сценарий был закончен 29 марта 1971 года и содержал 163 страницы, на 40 страниц больше, по сравнению с тем, о чём просила Paramount. Во время съёмок Коппола также использовал свой дневник, который он создал по окончательному проекту сценария. Сценарист Роберт Таун не указан в титрах, но тоже работал над сценарием, особенно в сцене в саду Пачино-Брандо. Несмотря на завершение третьего черновика, некоторые сцены в фильме ещё не были написаны и были написаны во время производства.
Итало-американская лига гражданских прав во главе с гангстером Джозефом Коломбо утверждала, что в фильме подчёркиваются стереотипы об итало-американцах, и хотела, чтобы всё использование слов «мафия» и «Коза ностра» было удалено из сценария. Лига также попросила, чтобы все деньги, полученные от премьеры, были пожертвованы в фонд лиги для строительства новой больницы. Коппола утверждал, что сценарий Пьюзо содержал только два случая использования слова «мафия», в то время как «Коза ностра» вообще не использовался. Они были удалены и заменены другими терминами без ущерба для истории. Лига поддержала сценарий. Ранее в машине Альберта С. Радди были разбиты окна и на приборной панели оставлена записка: «Закрой свой фильм или будут последствия».

### Кастинг
Пьюзо первым проявил интерес к тому, чтобы Марлон Брандо сыграл дона Вито Корлеоне, отправив письмо Брандо, в котором он заявил, что Брандо был «единственным актёром, который может сыграть Крёстного отца». Несмотря на пожелания Пьюзо, руководители Paramount были против того, чтобы взять Брандо, отчасти из-за плохих результатов его недавних фильмов, а также из-за его вспыльчивости. Коппола отдавал предпочтение Брандо или Лоренсу Оливье , но агент Оливье отказался от роли, утверждая, что Оливье болен; однако Оливье снимался в фильме «Игра на вылет». Студия настаивала на том, чтобы эту роль получил Эрнест Боргнайн. Другими считались Джордж К. Скотт, Ричард Конте, Энтони Куинн и Орсон Уэллс. Уэллс был предпочтительным выбором Paramount.
После нескольких месяцев дебатов между Копполой и Paramount по поводу Брандо двумя финалистами на эту роль были Боргнайн и Брандо, последним из которых президент Paramount Стэнли Джаффе потребовал провести экранный тест. Коппола не хотел обидеть Брандо и заявил, что ему нужно протестировать оборудование, чтобы провести экранный тест в резиденции Брандо в Калифорнии. Для грима Брандо засунул ватные шарики в щёки, нанёс лак для обуви на волосы, чтобы затемнить их, и закатал воротник. Коппола поместил кассету прослушивания Брандо в середине видео-прослушиваний, когда руководители Paramount смотрели их. Руководители были впечатлены усилиями Брандо и позволили Копполе назначить Брандо на эту роль, если Брандо примет более низкую зарплату и подпишет залог, чтобы гарантировать, что он не вызовет никаких задержек в производстве. Брандо заработал 1,6 миллиона долларов от сделки по чистому участию.
С самого начала производства Коппола хотел, чтобы Роберт Дюваль сыграл роль Тома Хейгена. После тестирования нескольких других актёров Коппола в конечном итоге получил своё желание, и Дюваль получил эту роль. Эл Мартино, тогдашний знаменитый певец в ночных клубах, был уве́домлен о персонаже Джонни Фонтейне другом, который прочитал роман и чувствовал, что Мартино представлял персонажа Джонни Фонтейна. Затем Мартино связался с продюсером Альбертом С. Радди, который дал ему роль. Однако Мартино был лишён роли после того, как Коппола стал режиссёром, а затем присвоил эту роль певцу Вику Дэймону. По словам Мартино, после того, как его лишили роли, он отправился к Расселу Буфалино, своему крёстному отцу и криминальному боссу, который затем организовал публикацию различных новостных статей, в которых утверждалось, что Коппола не знал о том, что Радди даёт Мартино роль. В конце концов Дэймон отказался от роли, потому что не хотел спровоцировать толпу, в дополнение к тому, что ему платили слишком мало. В конечном счете, роль Джонни Фонтейна была передана Мартино.
Роберту Де Ниро первоначально была дана роль Поли Гатто. Место в фильме «Банда, не умевшая стрелять» открылось после того, как Аль Пачино покинул проект в пользу «Крёстный отец», что привело Де Ниро к прослушиванию на роль и покинул фильм после получения роли. Де Ниро также получил роль Сонни Корлеоне. После ухода Де Ниро Джонни Мартино получил роль Гатто. Коппола позвал Дайан Китон на роль Кей Адамс из-за её эксцентричной репутации. Джон Казале получил роль Фредо Корлеоне после того, как Коппола увидел, как он выступает в офф-бродвейской постановке. Джанни Руссо получил роль Карло Рицци после того, как его попросили провести экранный тест, в котором он разыграл бой между Рицци и Конни.
Ближе к началу съёмок 29 марта ещё не была получена роль Майкла Корлеоне. Руководители Paramount хотели популярного актёра, либо Уоррена Битти, либо Роберта Редфорда. Продюсер Роберт Эванс хотел, чтобы Райан О’Нил получил роль отчасти из-за его недавнего успеха в «Истории любви». Пачино был фаворитом Копполы на эту роль, так как он мог представить, как он бродит по сицилийской сельской местности, и хотел неизвестного актёра, который выглядел бы как итало-американец. Тем не менее, руководители Paramount сочли Пачино слишком невысоким, чтобы играть Майкла. Также прошли прослушивание Дастин Хоффман, Мартин Шин и Джеймс Каан. Бёрту Рейнольдсу предложили роль Майкла, но Марлон Брандо пригрозил уйти, если Рейнольдс будет нанят, поэтому Рейнольдс отказался от роли. Джеку Николсону также предложили роль, но он отказался, так как чувствовал, что роль должен сыграть итало-американский актёр. Каан был хорошо принят руководителями Paramount и первоначально получил роль Майкла, в то время как роль Сонни Корлеоне была присуждена Кармину Кариди. Коппола всё ещё настаивал на том, чтобы Пачино сыграл Майкла после этого, и Эванс в конечном итоге уступил, позволив Пачино играть роль Майкла, пока Каан играл Сонни. Эванс предпочел Каана Кариди, потому что Каан был на семь дюймов ниже Кариди, что было намного ближе к росту Пачино. Несмотря на согласие сыграть Майкла Корлеоне, Пачино заключил контракт на главную роль в фильме «Банда, не умевшая стрелять», но две студии договорились об урегулировании, и Пачино подписал контракт с Paramount за три недели до начала съёмок.
Коппола дал несколько ролей в фильме членам семьи. Он дал своей сестре Талии Шир роль Конни Корлеоне. Его дочь София сыграла Майкла Фрэнсиса Рицци, новорожденного сына Конни и Карло. Кармин Коппола, его отец, появился в фильме в качестве дополнительного играющего на пианино во время сцены. Жена, мать и два сына Копполы появились в качестве статистов на картине.
Исполнители нескольких небольших ролей, таких как Лука Брази, были выбраны после начала съёмок.

### Съёмки
Перед началом съёмок актёрский состав получил двухнедельный период для репетиции, который включал в себя ужин, в котором каждый актёр и актриса должны были взять на себя характер в течение своего действия. Съёмки должны были начаться 29 марта 1971 года сценой между Майклом Корлеоне и Кей Адамс, покидающими Best & Co. в Нью-Йорке после покупки рождественских подарков. Погода 23 марта предсказала шквал снега, что заставило Радди перенести дату съёмок; снег не растаял, и была использована снегоуборочная машина. Основные съёмки в Нью-Йорке продолжались до 2 июля 1971 года. Коппола попросил трёхнедельный перерыв, прежде чем отправиться снимать за границу, на Сицилию. После отъезда группы на Сицилию Paramount объявила, что дата выхода будет перенесена на начало 1972 года.

Сцена убийства дона Барзини была снята на ступенях здания верховного суда Нью-Йорка на Фоли-сквер в Манхэттене.

Оператор Гордон Уиллис первоначально отказался от возможности снять фильм, потому что постановка показалась ему «хаотичной». После того, как Уиллис принял предложение, он и Коппола согласились не использовать какие-либо современные съёмочные устройства, вертолёты или зум-объективы. Уиллис и Коппола решили использовать «формат таблицы» съёмок, чтобы казалось, что фильм рассматривается как картина. Уиллис использовал тени и низкий уровень освещённости на протяжении всего фильма, чтобы продемонстрировать психологические события. Уиллис и Коппола согласились снять светлые и тёмные сцены на протяжении всего фильма. Уиллис недоэкспонировал фильм, чтобы создать «жёлтый тон». Сцены на Сицилии были сняты, чтобы показать сельскую местность и «показать более романтическую землю», сделав эти сцены «мягче, романтичнее», чем сцены Нью-Йорка.

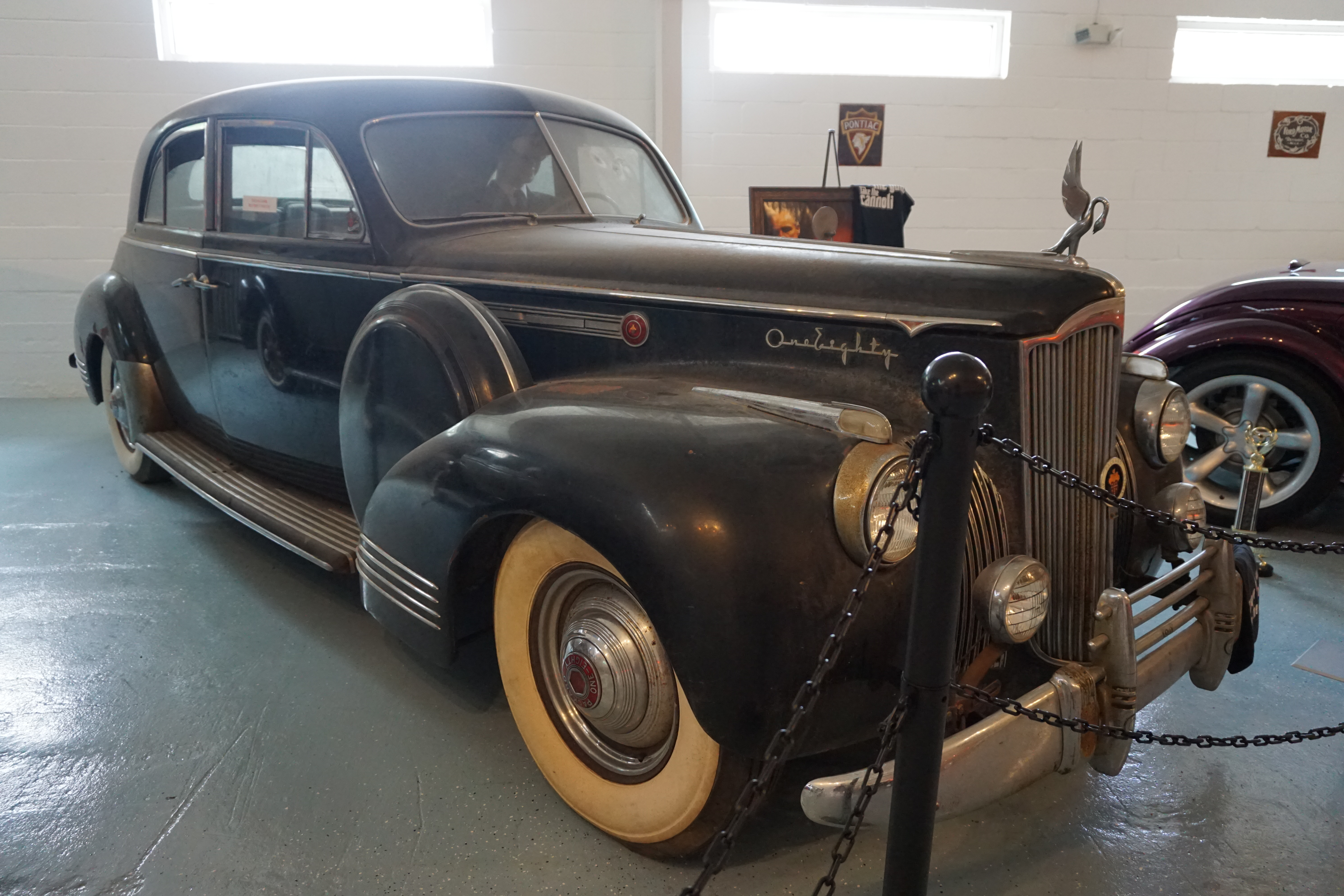
Packard Custom Super Eight 1941 года, используемый в фильме

Один из самых шокирующих моментов фильма связан с реальной, отрубленной головой лошади. Эта сцена была снята в заповеднике Сэндс-Пойнт на Лонг-Айленде. Коппола получил некоторую критику за сцену, хотя голова была получена от компании по производству кормов для собак от лошади, которая должна была быть убита независимо от фильма. 22 июня место убийства Сонни было снято на взлетно-посадочной полосе на Митчел-Филд в Юниондейле, где были построены три платные будки, а также ограждения и рекламные щиты, чтобы устроить сцену. Автомобилем Сонни был Lincoln Continental 1941 года с просверленными в нём отверстиями, чтобы напоминать пулевые отверстия. Съёмки сцены заняли три дня и стоили более 100 000 долларов.
Просьба Копполы снимать на месте была соблюдена; примерно 90 процентов было снято в Нью-Йорке и его окрестностях, с использованием более чем 120 различных мест. Несколько сцен были сняты в Filmways в Восточном Гарлеме. Остальные части были сняты в Калифорнии и на Сицилии. Сцены, действие которых происходит в Лас-Вегасе, не были сняты на месте, потому что не было достаточно средств. Савока и Форца-д’Агро были сицилийскими городами, показанными в фильме. Начальная свадебная сцена была снята в районе Статен-Айленда с использованием почти 750 местных жителей. Дом, используемый в качестве дома Корлеоне, и места проведения свадьбы, находился на 110 Лонгфелло-авеню в районе Тодт-Хилл на Статен-Айленде. Стена вокруг дома Корлеоне была изготовлена из пенополистирола. Сцены, действие которых происходит в бизнесе по производству оливкового масла Корлеоне и вокруг него, были сняты на Мотт-стрит.
После того, как съёмки закончились 7 августа, усилия по постпродакшну были сосредоточены на сокращении фильма до нормальной длительности. Кроме того, продюсеры и режиссёры всё ещё включали и удаляли различные сцены из окончательной версии, а также обрезали определённые сцены. В сентябре была просмотрена первая грубая версия фильма. Многие сцены, удалённые из фильма, были сосредоточены вокруг Сонни, который не продвигал сюжет. К ноябрю Коппола и Радди закончили полуфинал. Дебаты о составе, участвующем в окончательном монтаже, остались даже через 25 лет после выхода фильма. Фильм был показан сотрудникам и экспонентам Paramount в конце декабря 1971 года и январе 1972 года.

### Музыка
Коппола нанял итальянского композитора Нино Роту для создания музыки к фильму, включая композицию «Love Theme from The Godfather». Для музыки Рота должен был относиться к ситуациям и персонажам в фильме. Рота написал новую музыку для фильма и взял некоторые части из своей музыки к фильму «Fortunella», чтобы создать итальянское чувство и вызвать трагедию в фильме. Исполнительный директор Paramount Эванс счёл музыку слишком «высокострой» и не хотел её использовать; однако она была использована после того, как Копполе удалось заставить Эванса согласиться. Коппола считал, что музыка Роты придала фильму ещё больше итальянского ощущения. Отец Копполы, Кармайн, создал дополнительную музыку к фильму, особенно музыку, сыгранную оркестром во время первой свадебной сцены.
Случайная музыка включает в себя композицию «C'è la luna mezzo mare» и арию Керубино «Non so più cosa son» из «Свадьбы Фигаро». Саундтрек к фильму был выпущен в 1972 году на виниловой пластинке Paramount Records, на компакт-диске в 1991 году Geffen Records и на цифровых носителях Geffen 18 августа 2005 года. Альбом содержит более 31 минуты музыки, которая была использована в фильме, большая часть которой была написана Ротой, а также песня Копполы и песня Джонни Фэрроу и Марти Саймса. AllMusic дал альбому пять из пяти, а редактор Зак Кёрд сказал, что это «тёмный, надвигающийся и элегантный саундтрек». Редактор Filmtracks считал, что Рота преуспел в связывании музыки с основными аспектами фильма.

## Показ

### Кинотеатральный показ
Мировая премьера фильма состоялась в театре Loews’s State Theatre в Нью-Йорке во вторник, 14 марта 1972 года, почти через три месяца после запланированной даты выхода в Рождество в 1971 году с прибылью от премьеры, пожертвованной Клубу мальчиков Нью-Йорка. До премьеры фильма фильм уже заработал 15 миллионов долларов на пред-показах в более чем 400 кинотеатрах. На следующий день фильм вышел в пяти кинотеатрах Нью-Йорка (Loew’s State I и II, Orpheum, Cine и Tower East). Следующим был Императорский театр в Торонто 17 марта, а затем Лос-Анджелес в двух театрах 22 марта. 24 марта 1972 года фильм вышел на всей остальной части США, достигнув 316 театров пять дней спустя.

### Выход на видео
Телевизионные права были проданы NBC за рекордные 10 миллионов долларов за один показ в течение двух ночей. Театральная версия фильма дебютировала на NBC с незначительными правками. Первая половина фильма вышла в эфир в субботу, 16 ноября 1974 года, а вторая половина два дня спустя. Телевизионные трансляции привлекли большую аудиторию со средним рейтингом Нильсена 38,2 и долей аудитории 59 %, что сделало его восьмым самым просматриваемым фильмом на телевидении, а трансляция второй половины получила третий лучший рейтинг для фильма по телевидению после «Аэропорта» и «Истории любви» с рейтингом 39,4 и 57 %. Трансляция помогла создать ожидание предстоящего продолжения. В следующем году Коппола создал проект «Крестный отец: Сага» специально для американского телевидения в релизе, который объединил первые два фильма с неиспользованными сценами из этих двух фильмов в хронологическом порядке, который смягчил жестокий, сексуальный и нецензурный материал своего дебюта на NBC 18 ноября 1977 года. В 1981 году Paramount выпустила издание «Godfather Epic», который также рассказывал историю первых двух фильмов в хронологическом порядке, с дополнительными сценами, но не отредактирован для чувствительности трансляции. Проект «Крестный отец: Трилогия 1901—1980» был выпущен в 1992 году, в котором все три фильмы находятся в хронологическом порядке.
«The Godfather Family: A Look Inside» — 73-минутный документальный фильм, выпущенный в 1991 году. Режиссёром выступил Джефф Уорнер, в фильме был представлен закулисный контент из всех трёх фильмов, интервью с актёрами и экранные тесты. Издание «The Godfather DVD Collection» было выпущено 9 октября 2001 года и содержало все три фильма, каждый с комментариями Копполы, и бонусный диск, содержащий «The Godfather Family: A Look Inside». На DVD также было генеалогическое древо Корлеоне, хронология «Крестный отец» и кадры речей о приеме на премию «Оскар».

#### Реставрация
Во время оригинального показа фильма оригинальные негативы были изношены из-за того, что катушка печаталась так много, чтобы удовлетворить спрос. Кроме того, дублирующий негатив был потерян в архивах Paramount. В 2006 году Коппола связался со Стивеном Спилбергом, чья студия DreamWorks недавно была выкуплена Paramount, по поводу реставрации фильма. Роберт А. Харрис был нанят для наблюдения за реставрацией «Крёстного отца» и его двух сиквелов, Гордон Уиллис также участвовал в реставрации. Работа началась в ноябре 2006 года с устранения негативов, чтобы они могли пройти через цифровой сканер для создания файлов 4K с высоким разрешением. Если негатив был повреждён и обесцвечен, была проделана работа в цифровом виде, чтобы восстановить его первоначальный вид. После полутора лет работы над реставрацией проект был завершён. Paramount назвала готовый продукт «The Godfather: The Coppola Restoration» и выпустила его 23 сентября 2008 года как на DVD, так и на Blu-ray. Дэйв Кер из «The New York Times» полагал, что реставрация вернула «золотое сияние их оригинальных театральных показов». В целом, реставрация фильма была хорошо принята критиками и Копполой. Реставрация содержит несколько новых дополнительных материалов в высоком разрешении (включая дополнительные сцены, закулисные кадры и т. д.).
Paramount Pictures восстановила и ремастеринговала первые два фильма и новую версию третьего фильма для ограниченного проката и домашнего медиа-релиза на Blu-ray и 4K Blu-ray в честь 50-летия премьеры The Godfather. Издания были выпущены 22 марта 2022 года.

## Реакция

### Кассовые сборы
«Крестный отец» был блокбастером, побив множество кассовых рекордов и стал самым кассовым фильмом 1972 года. В день выхода кассовые сборы составили 57 829 долларов, а цены на билеты выросли с 3 до 3,50 долларов. Цены в Нью-Йорке выросли ещё больше в выходные дни до 4 долларов, а количество показов увеличилось с четырёх до семи раз в день. За первый уик-энд фильм собрал 61 615 долларов в Торонто и 240 780 долларов в Нью-Йорке, всего 302 395 долларов. За первую неделю фильм собрал 454 000 долларов в Нью-Йорке и 115 000 долларов в Торонто всего 568 800 долларов, что сделало его самым кассовым в американском прокате за неделю. За первые пять дней национального релиза он собрал 6,8 миллиона долларов, в результате которого его валовой доход составил 7 397 164 долларов. Неделю спустя его валовый доход достиг 17 291 705 долларов, а недельный валовой доход составил около 10 миллионов долларов, что является отраслевым рекордом. К 9 апреля он собрал ещё 8,7 миллиона долларов, его общие сборы составили 26 000 815 долларов. После 18 недель на первом месте в США фильм собрал 101 миллион долларов — на тот момент быстрее, чем любой другой фильм. Некоторые новостные статьи в то время провозглашали, что это был первый фильм, который собрал 100 миллионов долларов в Северной Америке, но пальма первенства принадлежит фильму «Звуки музыки», вышедшему в 1965 году. Он оставался на первом месте в США ещё пять недель, его общее число раз на первом месте дошло до 23 недель подряд, пока его не превзошёл фильм «Бабочки свободны» в течение одной недели, прежде чем стать номером один ещё на три недели.
Фильм заработал 81,5 миллиона долларов в кинотеатральном прокате в США и Канаде во время своего первоначального выпуска, увеличив свои доходы до 85,7 миллиона долларов благодаря перевыпуску в 1973 году и включая ограниченный прокат в 1997 году, он в конечном итоге заработал сборы, эквивалентные 135 миллионам долларов с бюджетом 6,5 миллиона. Это превзошло фильм «Унесённые ветром», фильм получил лучший заработок арендной платы, пока его не превзошёл фильм «Челюсти» в 1975 году. Фильм повторил свой успех за рубежом, заработав в общей сложности 142 миллиона долларов в мировом театральном прокате, став самым высоким чистым заработком. Прибыль фильма была настолько высокой, что прибыль Gulf & Western Industries, Inc., которая владела Paramount, подскочила с 77 центов до 3,30 долларов за акцию за год, согласно статье «Los Angeles Times» от 13 декабря 1972 года. Перевыпущенный ещё восемь раз с 1997 года, фильм собрал от 250 до 291 миллиона долларов в виде кассовых сборов по всему миру и с учётом инфляции цен на билеты в Северной Америке, входит в число 25 самых кассовых фильмов.

### Критика
Фильм был признан значительным как в США, так и во всём мире. Режиссура Копполы в сочетании с игрой выдающихся актёров и прекрасным сценарием обеспечила фильму успех и среди кинокритиков, и среди простых зрителей. Можно сказать, что в фильме присутствует много насилия, однако в данном случае это лишь художественное средство для отражения режиссёрского видения и для создания соответствующей атмосферы в фильме.
Основной же драматизм фильма заключается в трагедии Майкла Корлеоне — молодого человека, героя войны, жизнь и даже душа которого оказываются сломлены под давлением собственной ответственности, власти и интересов семьи. Его превращение в жестокого и коварного босса являет собой одну из самых искусно показанных метаморфоз в истории мирового кинематографа. По наблюдению российского киноведа Камилла Ахметова, кульминацией картины является её финал, где мастерски, в технике параллельного монтажа, совмещено крещение младенца со сценами убийств конкурентов Майкла: «В случае неудачи его ждёт крах, а его успех означает, что он пожертвовал ради семьи всеми своими идеалами и убеждениями». Ахметов парадоксально приходит к выводу, что несмотря на жанр гангстерского, криминального фильма, «Крёстный отец» в истории кинематографа занимает место как «шедевр кино о семье».
Впрочем, фильм критиковался за романтизацию криминала и демифологизацию. Александр Караганов отмечал, что фильм воздействует на зрителей с такой силой, что они начинают сочувствовать главному герою, а в повествовании ослабляется роль жертв мафии. В ответ на это замечание Коппола заметил, что во многом такой подход объясняется литературной основой: «Предметом многослойного исследования для меня были мафия как идея, как метафора, а также способы, какими она действует в правительстве, в бизнесе. Очевидно, некоторая романтизация героев пришла в фильм из книги». Протоиерей Алексий Уминский в своей книге «Человек и Церковь. Путь свободы и любви» отмечал:
И такие замечательные фильмы, как «Однажды в Америке» или «Крёстный отец», по сути, продолжают тему романтизации зла. Ведь как бы оно ни выглядело на экране, очевидно, что реальность совсем иная. И не дай Бог в настоящей жизни попасть в одну из тех ситуаций, что показаны в этих фильмах. Никакой романтики в изрешечённых пулями телах родных и близких нет.

### Награды и номинации
Премия «Оскар» 1973
Лучший фильм — продюсер: Альберт Радди (награда)
Лучший актёр — Марлон Брандо (награда, отказался от награды)
Лучший адаптированный сценарий — Марио Пьюзо, Фрэнсис Форд Коппола (награда)
Лучший режиссёр — Фрэнсис Форд Коппола (номинация)
Лучший актёр второго плана — Джеймс Каан (номинация)
Лучший актёр второго плана — Роберт Дюваль (номинация)
Лучший актёр второго плана — Аль Пачино (номинация)
Лучший дизайн костюмов — Анна Хилл Джонстон (номинация)
Лучший звук — Чарльз Гренцбах, Ричард Портман, Кристофер Ньюман (номинация)
Лучший монтаж — Уильям Рейнольдс, Петер Циннер (номинация)
Лучшая музыка к фильму — Нино Рота (снят с номинации)
Рейтинги AFI:
- 100 лучших американских фильмов: 3-е место в оригинальном списке (1998), 2-е место в обновлённой версии (2007)
- 100 самых остросюжетных американских фильмов (2001): 11-е место
- 100 известных цитат (2005): фраза Вито Корлеоне «Я собираюсь сделать ему предложение, от которого он не сможет отказаться» заняла 2-е место
- Лучшая музыка в американских фильмах: 5-е место
- Лучший гангстерский фильм (2008)

В 1990 году «Крёстный отец» был включён в Национальный реестр фильмов.

## Культурное влияние
Несмотря на то, что многие фильмы о гангстерах предшествовали «Крёстному отцу», весомый вклад Френсиса Форда Копполы в итальянскую культуру, стереотипы и его изображение бандитов как персонажей значительной психологической глубины и сложности был беспрецедентным. Коппола пошёл дальше с «Крёстным отцом», отсняв вторую часть, и успех этих двух фильмов, критически, художественно и финансово, открыл двери для многочисленных других изображений итальянских американцев в качестве бандитов, включая такие фильмы, как «Славные парни» Мартина Скорсезе и сериалы, такие как «Клан Сопрано» Дэвида Чейза. Всестороннее исследование итало-американской культуры в кино, проведённое с 1996 по 2001 гг. Итальянским Институтом Америки показало, что со времён Крёстного отца, в среднем, было выпущено около 300 фильмов с участием итальянских американцев в качестве бандитов (в основном вымышленных).
Эпический фильм «Крестный отец», включающий в себя оригинальную трилогию и дополнительные кадры, которые Коппола включил позже, к настоящему моменту полностью интегрирован в американскую жизнь и привел к весьма стереотипному представлению об итало-американской культуре. Первый фильм оказал наибольшее влияние и, в отличие от любого предыдущего фильма, его изображение итальянцев, иммигрировавших в Соединённые Штаты в первые десятилетия XX века, возможно, относится к итало-американскому режиссёру, представляющему его собственное понимание их опыта. Своими действиями фильмы объясняют интеграцию вымышленных итальянских преступников в американское общество. Хотя история разворачивается в период массовой иммиграции в США, она коренится в особых обстоятельствах семьи Корлеоне, которая живёт вне закона. Некоторые критики превратили их историю в историю универсальности иммиграции, другие же утверждают, что это заставляет зрителя отождествлять организованную преступность с итало-американской культурой. Выпущенный в период интенсивного национального цинизма и самокритики, американский фильм вызвал отклик в отношении двойной идентичности, присущей нации иммигрантов. «Крестный отец» усилил негативное изображение голливудских иммигрантов-итальянцев после фильма и стал инструментом вербовки для организованной преступности.
Концепция мафиозного «Крестного отца» была изобретением Марио Пьюзо, и эффектом фильма было добавление к языку вымышленной номенклатуры. Точно так же незабываемое высказывание Вито Корлеоне «Я собираюсь сделать ему предложение, от которого он не может отказаться», стало второй по значимости памятной фразой в истории кино за 100 лет (100 известных цитат из американских фильмов за 100 лет по версии Американского института киноискусства). Во французском романе «Отец Горио» Оноре де Бальзак пишет о том, что Вотрен говорит Эжену: «В таком случае я сделаю вам предложение, от которого никто не откажется».
Реальные гангстеры с энтузиазмом отреагировали на фильм, и многие из них чувствовали, что это изображение того, как они должны были действовать. Сальваторе «Сэмми Бык» Гравано, бывший глава преступной семьи Гамбино, заявил: «Я покинул фильм ошеломленным … Я имею в виду, что я выплыл из театра. Может быть, это была выдумка, но для меня, тогда, это была наша жизнь. Это было невероятно. Я помню, как разговаривал со множеством парней, посвящёнными, которые чувствовали то же самое». По словам известного киллера Энтони Фиато после просмотра фильма, члены криминальной Семьи Патриарка Поли Интисо и Ники Гизо изменили свои речевые образцы ближе к тем, которые были у Вито Корлеоне. Интисо часто ругался и использовал плохую грамматику, но после выхода фильма он начал более отчётливо говорить и философствовать.

### Телевидение
Джон Белуши, выступая в отрывке «Saturday Night Live» в роли Вито Корлеоне на сеансе терапии, выражая свои внутренние чувства по отношению к семье Татталья, говорит: «Кроме того, они стреляли в моего сына Сантино 56 раз».
В телесериале «Клан Сопрано» топлесс-бар Тони Сопрано называется «Бада Бинг», повторяя фразу в «Крестном отце», когда Сонни Корлеоне говорит: «Тебе нужно подобраться так близко, и бада-бинг! Вы взрываете их мозги по всему вашему хорошему костюму Лиги Плюща».
Фильм несколько раз пародировали в анимационном телесериале «Симпсоны». В эпизоде сезона 3 «Лизина пони» Лиза просыпается, чтобы найти лошадь в своей постели, и начинает кричать. Музыка и сама сцена напоминают знаменитую сцену «голова лошади» в «Крестном отце». В эпизоде 4 сезона «Mr. Plow» сцена смерти Сонни Корлеоне имитируется, когда Барт Симпсон забрасывается снежками. Сцена снова пародируется в эпизоде сезона 16 «All’s Fair in Oven War», в которой Джеймс Каан играет роль гостя. В эпизоде сезона 18 «The Mook, the Chef, the Wife and Her Homer» финальная сцена фильма имитируется закрытием двери для Лизы Симпсон.
В 2022 году вышел мини-сериал «Предложение», который рассказывает о съёмках «Крёстного отца».

## Театральная постановка
1 и 2 июня 2019 года в Астраханском театре оперы и балета под руководством прославленного итальянского хореографа Лучано Каннито и главного балетмейстера Константина Уральского состоялась мировая премьера балета «Крестный отец». Главные роли исполнили Артур и Айгуль Альмухаметовы.